# 청주 의마총
의마총은 대한민국 충청북도 청주시 흥덕구에 있다. 2015년 4월 17일 청주시의 향토유적 제103호로 지정되었다.

## 개요
병자호란 창의사인 박동명의 말무덤. 사람이 아닌 말의 무덤이라는 특이한 유적이다.